# 彼得·杜西
彼得·杜西（Peter Doocy，1987年7月21日—）是美國的一位記者，現在服務於福斯新聞頻道。他的父親斯蒂芬·杜西也是福斯新聞頻道的一位主播。

## 生平
杜西畢業於維拉諾瓦大學。他自2009年開始服務於福斯新聞頻道。2015年，他採訪海豹突擊隊隊員的節目獲得福斯新聞頻道紀錄片史上最高收視率。自2015年開始，他有時出演Fox & Friends節目。